# Désoxyribonucléotide

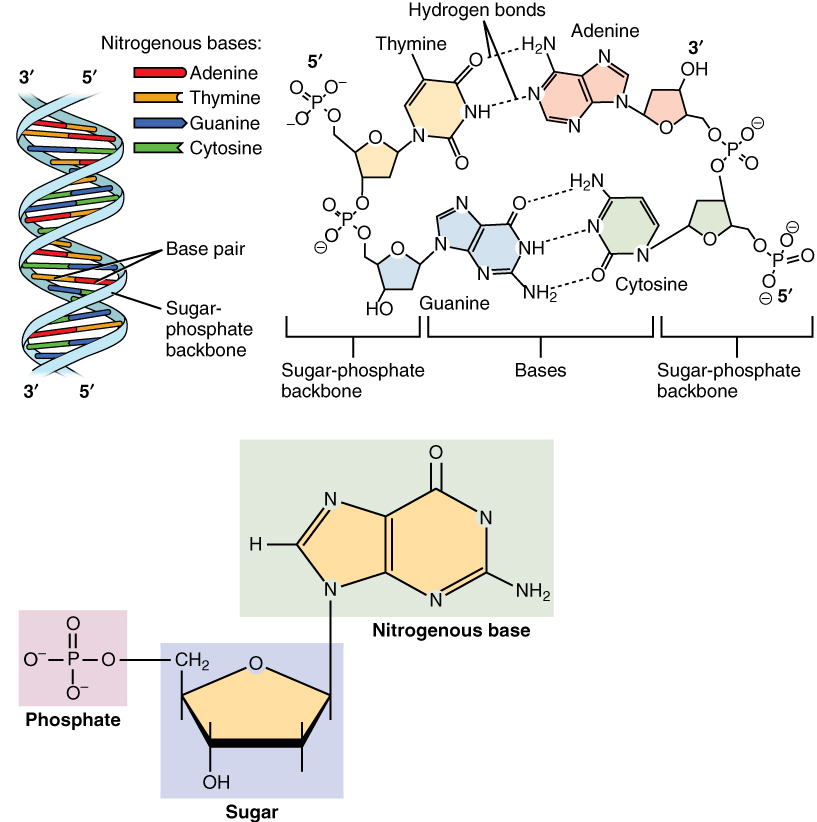
Schéma du fonctionnement et de la formation de l’ADN et du désoxyribonucléotide.

Un désoxyribonucléotide est l'unité élémentaire de l'ADN. Chaque désoxyribonucléotide est composé de trois parties : une base nucléique, un résidu désoxyribose et un groupe phosphate.
Il existe quatre nucléotides composant l'ADN : 
- le dAMP, dont la base nucléique est l'adénine (A), une purine,
- le dGMP, dont la base nucléique est la guanine (G), une purine,
- le TMP, dont la base nucléique est la thymine (T), une pyrimidine,
- le dCMP, dont la base nucléique est la cytosine (C), une pyrimidine.

Ils ont la particularité de s'unir deux à deux par complémentarité :
- le dAMP avec le TMP en établissant deux liaisons hydrogène,
  - Une liaison Oxygène - Hydrogène,
  - Une liaison Azote - Hydrogène.
- le dGMP avec le dCMP en établissant trois liaisons hydrogène
  - Une liaison Oxygène - Hydrogène
  - Deux liaisons Azote / Hydrogène